# Caméras Sinclair
Sinclair (Newman-Sinclair, plus précisément) est une gamme de caméras argentiques au format 35 mm, fabriquées en Angleterre, dont deux modèles sont exceptionnels : l’Aéroscope, qui date de l’époque du cinéma muet, et qui est entraînée, ni par manivelle, ni par ressort, ni par moteur électrique, mais — unique en son genre — par de l’air comprimé dont l’utilisateur peut recharger lui-même les réservoirs, et l’Auto-Kine, appareil d’une solidité remarquable. « Pour son film "Orange Mécanique", Kubrick souhaitait utiliser un effet spécial unique lorsque Alex saute à travers la fenêtre lors de sa tentative de suicide.  Il voulait donner l'impression au spectateur que celui-ci s'écrasait sur le sol en s'approchant de la caméra jusqu'à la collision finale. Cet effet fut obtenu en faisant tomber une caméra Newman Sinclair dans une boîte, avec une lentille Kinoptic 9.8 grossissante, du troisième étage de l'hôtel Corus. À la surprise de Kubrick, la caméra résista à six prises. »

## Description de l’Aéroscope (1908)

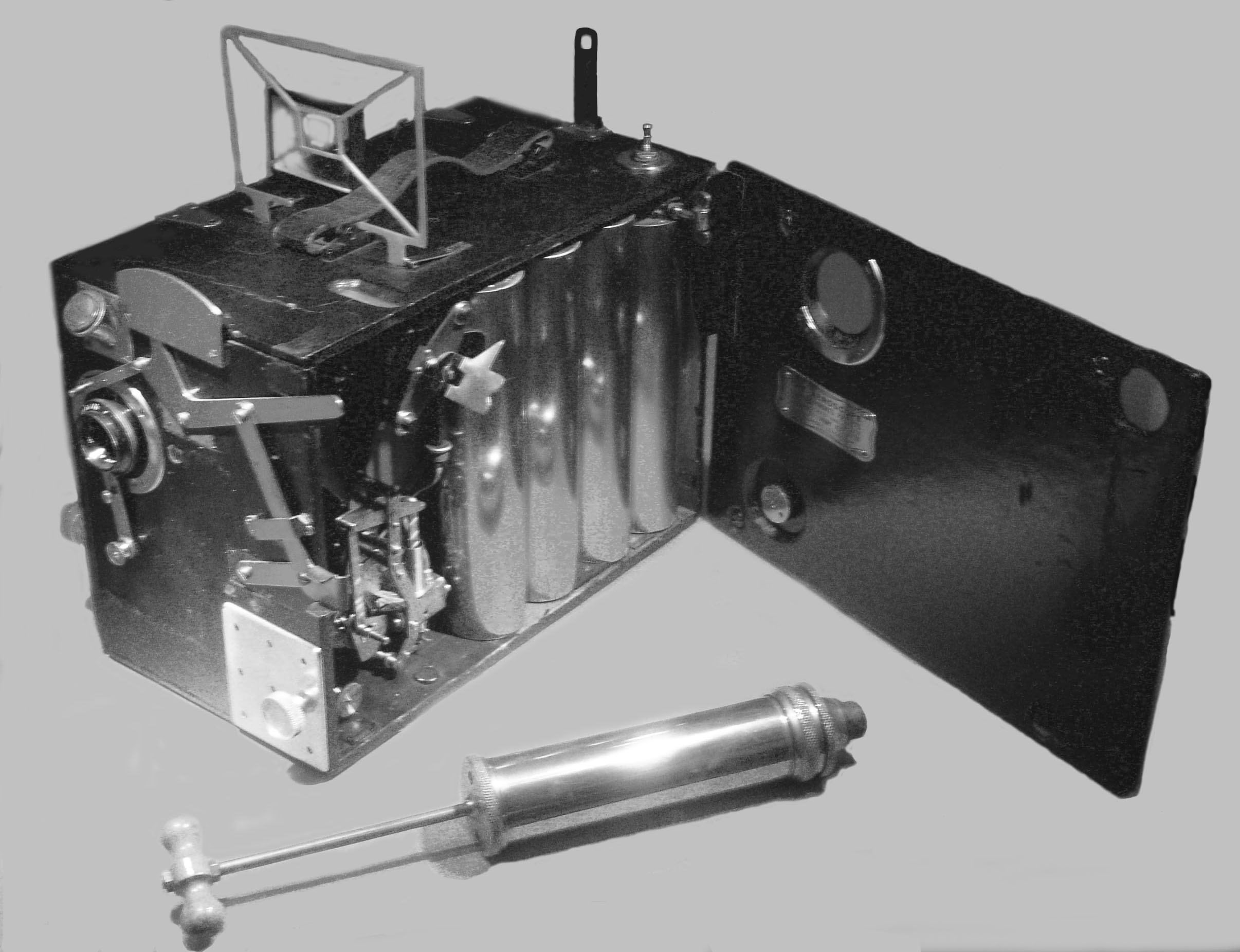
Sinclair Aéroscope ouverte. On peut voir les 4 réservoirs et la pompe. Viseur sport au-dessus de l'appareil.

C’est l'ingénieur polonais Kazimierz Prószyński qui dépose en janvier 1909 un brevet en France (BF n° 408 435) pour une invention plutôt originale : une caméra dont le mécanisme est mû par air comprimé.
L’Aéroscope contient en marge de son magasin coaxial de pellicule quatre petits cylindres remplis d'air comprimé, qui, enclenchés par le cadreur, se vident peu à peu et entraînent la rotation d’une mini-turbine actionnant le mécanisme. Quand les réservoirs sont vides, il suffit de les recharger avec une solide pompe à vélo.
« Pour que le réservoir supporte une forte pression et qu'il remplisse le plus économiquement la place restant libre dans l'appareil, il se compose de plusieurs tubes de petit diamètre. L'appareil ainsi conçu peut rester chargé très longtemps et est toujours prêt à n'importe quel moment à fonctionner. » Cet extrait du dépôt de brevet explique pourquoi l’air comprimé est stocké dans quatre cylindres.

## Description de l’Auto-Kine (1927)
Boîtier en duralium moulé. Plusieurs modèles sont équipés d’un seul objectif. D’autres offrent le confort (et le poids) d’une tourelle à quatre objectifs. Le mouvement intermittent est assuré par une double griffe sans contre-griffes et le moteur à ressort des premiers modèles est très puissant puisqu’il peut entraîner 80% du magasin coaxial contenant 60 mètres de pellicule (environ 2 min à 24 images par seconde, et 3 min à 16 images par seconde). Le cadrage est effectué à l’aide d’un viseur clair, la mise au point de l'objectif peut se faire à la fenêtre de cadrage du film par un viseur sur le côté (que l'on voit sur la première photo) et, à partir de 1948, d’un viseur reflex.

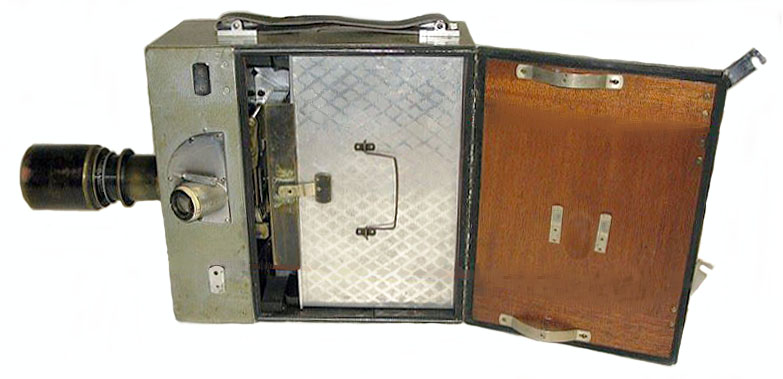
Auto-Kine Sinclair, vue ouverte du côté viseur et cassette pellicule (magazine)[1].
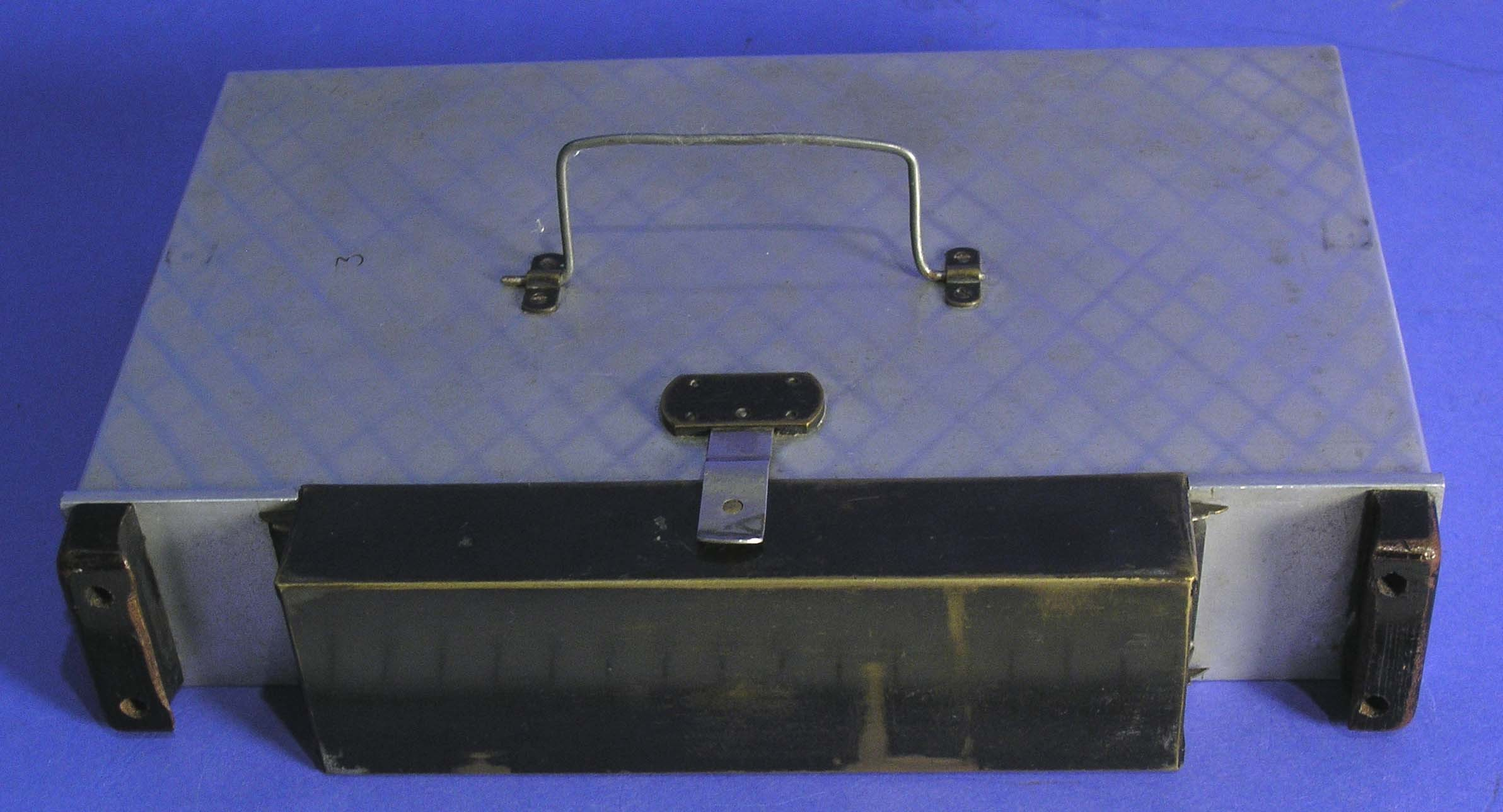
Cassette de pellicule pour Auto-Kine Sinclair[1].
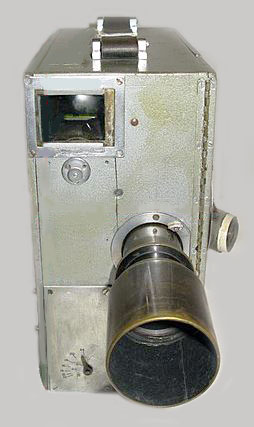
Auto-Kine Sinclair, vue de face[1].